# Pačeriaukštė
Pačeriaukštė (o Pačeriaukštė I) è una città del distretto di Biržai della contea di Panevėžys, a nord-ovest di Biržai, nel nord-est della Lituania e vicino al confine con la Lettonia. Secondo un censimento del 2011, la popolazione ammonta a 265 abitanti.
Costituisce un’autonoma seniūnija.

## Storia
Pačeriaukštė è menzionata per la prima volta in fonti storiche nel 1586. Nel 1750, è citata per la prima volta invece la costruzione di una tenuta.
Dal 1949 al 1991, Pačeriaukštė divenne sede di fattorie collettive. Sempre in epoca sovietica, fu sottoscritto un accordo di “cooperazione creativa” con l'Unione degli Artisti della RSS Lituana, alla quale veniva assegnato ogni anno un premio per la creatività nella costituzione di opere artistiche a tema rurale. La tenuta precedentemente presente è stata ristrutturata ed ospita una galleria d'arte rustica e un piccolo museo etnografico.